# Calystegia occidentalis
Espèce
Calystegia occidentalis est une espèce de liserons de la famille des Convolvulaceae. Il est originaire de Californie et d'Oregon, où il pousse dans les collines et les montagnes, comme dans les forêts et les chaparrals.
C'est une plante ligneuse vivace se propageant en rampant ou en s'enroulant autour de branches, habituellement elle est très poilue. Les petites feuilles font jusqu'à 4 centimètres de long et sont lobées ou pointues. L'inflorescence est formée de une à quatre fleurs au sommet d'un pédoncule unique, chaque fleur faisant 2 à 5 centimètres de diamètre et étant de couleur blanche, crème ou jaune.

## Taxinomie
Calystegia occidentalis a pour synonymes :
- synonyme homotypique : 
  - Convolvulus occidentalis A.Gray, Proc. Amer. Acad. Arts 11: 89 (1876). (basionyme)
- synonymes hétérotypiques :
  - Convolvulus fruticetorum Greene, Pittonia 3: 333 (1898).
  - Convolvulus polymorphus Greene, Pittonia 3: 331 (1898).
  - Convolvulus purpuratus var. fruticetorum (Greene) House, Muhlenbergia 4: 55 (1908).
  - Convolvulus occidentalis subsp. fruticetorum (Greene) Abrams, Ill. Fl. Pacific States 3: 387 (1951).
  - Calystegia polymorpha (Greene) Munz, Suppl. Calif. Fl.: 85 (1968).

## Galerie

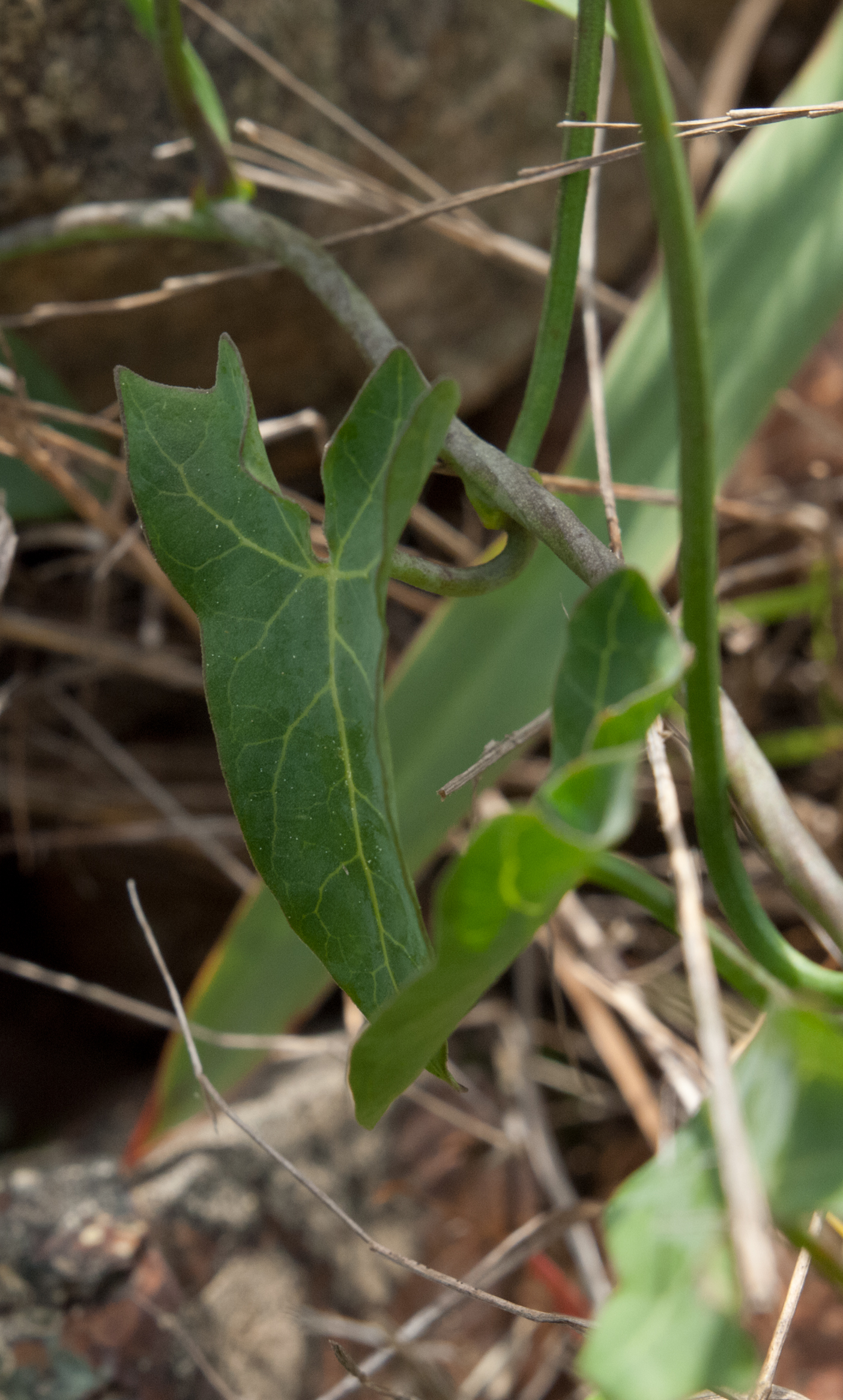
Feuille.
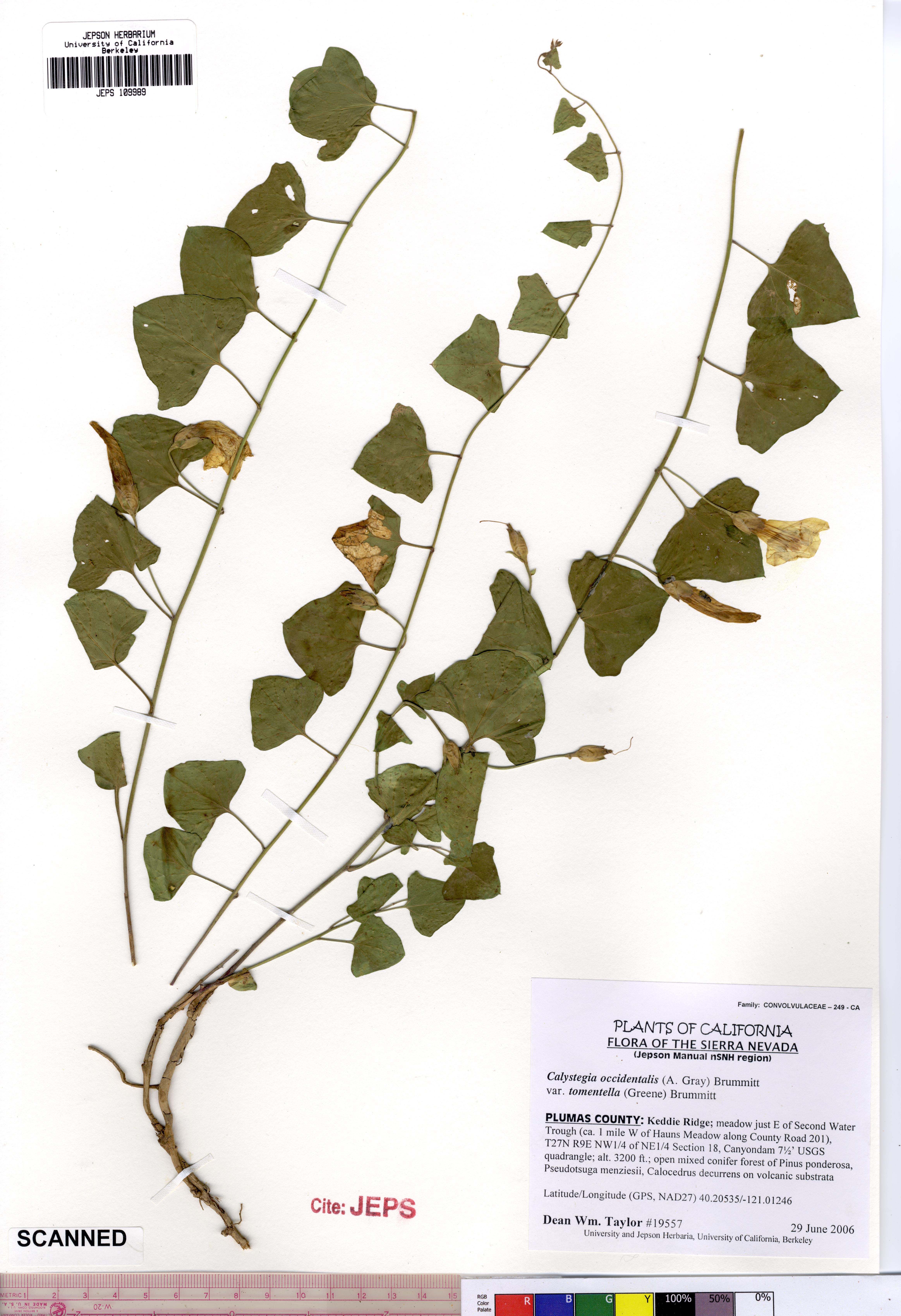
Calystegia occidentalis var. tomentella.

## Liste des sous-espèces et variétés
Selon World Checklist of Selected Plant Families (WCSP) (19 juillet 2020) :
- sous-espèce Calystegia occidentalis subsp. fulcrata (A.Gray) Brummitt (1974)
- sous-espèce Calystegia occidentalis subsp. occidentalis
  - variété Calystegia occidentalis var. tomentella (Greene) Brummitt (1974)